# Lupinus alipatulus
Lupinus alipatulus är en ärtväxtart som beskrevs av Charles Piper Smith. Lupinus alipatulus ingår i släktet lupiner, och familjen ärtväxter. Inga underarter finns listade i Catalogue of Life.